# 波特蘭內閣

## 波特蘭內閣

### 福克斯-諾斯聯盟內閣（1783年4月—1783年12月）
- 波特蘭公爵：第一財政大臣兼上議院領袖
- 諾斯勳爵：內政大臣兼聯合下議院領袖
- 查爾斯·詹姆士·福克斯：外務大臣兼聯合下議院領袖
- 斯托蒙特勳爵：樞密院議長
- 卡萊爾勳爵：掌璽大臣
- 凱佩爾勳爵：第一海軍大臣
- 約翰·卡文迪許勳爵：財政大臣
- 湯森勳爵：軍械總局局長
- 諾輝頓勳爵：愛爾蘭總督
- 大法官一職處於委員會狀態

### 第二次波特蘭內閣（1807年3月—1809年10月）
- 波特蘭公爵：第一財政大臣
- 艾爾登勳爵：大法官
- 康登勳爵：樞密院議長
- 威斯特摩蘭勳爵：掌璽大臣
- 霍克斯堡勳爵（1808年起改稱利物浦勳爵）：內政大臣
- 喬治·坎寧：外務大臣
- 卡蘇里勳爵：陸軍及殖民地大臣
- 麥爾葛雷夫勳爵：第一海軍大臣
- 斯賓塞·珀西瓦爾：財政大臣兼蘭卡斯特公爵領地總裁
- 查塔姆勳爵：軍械總局局長
- 巴瑟斯特勳爵：貿易委員會主席

#### 變動
- 1809年7月：哈洛比勳爵及格蘭維爾·勒文森-古爾勳爵分別以管理委員會主席及陸軍大臣身份加入內閣。